# Semnolius chrysotrichus
Semnolius chrysotrichus är en spindelart som beskrevs av Simon 1902. Semnolius chrysotrichus ingår i släktet Semnolius och familjen hoppspindlar. Inga underarter finns listade i Catalogue of Life.